# Karl Kletke
Karl Eduard Kletke (* Dezember 1813 in Breslau; † 16. November 1889 in Berlin) war Statistiker und Historiker.

## Leben
Karl Kletke war der Sohn des Kaufmanns Carl Heinrich Kletke und seiner Ehefrau Josefa Schiller und war ein Bruder des Pädagogen Cäsar Albano Kletke und ein Vetter des Schriftstellers Hermann Kletke.
Er war Statistiker in der Bundeskanzlei in Berlin bzw. später Statistiker und Historiograph im königlichen Staatsministerium in Berlin.
Kletke lebte seit den 1850er Jahren in Berlin. Als Historiker hatte er sich vor allem als Experte zur Familiengeschichte der von Bismarck einen Namen gemacht. Seine dazu angelegte Quellensammlung mit über 1000 Nummern aus den Jahren 1270 bis 1875 gab er kurz vor seinem Tod an das Geheime Staatsarchiv in Berlin. Er verstarb ledig und zuletzt wohnhaft in Berlin, Tempelhofer Ufer 1a.

## Veröffentlichungen
- Karl Kletke: Quellenkunde der Geschichte des Preußischen Staats. Verlag von E. H. Schroeder, Berlin
  - Band 1: Die Quellenschriftsteller zur Geschichte des Preußischen Staats. 1858 (Digitalisat)
  - Band 2: Urkunden-Repertorium für die Geschichte des Preußischen Staats. 1861 (Digitalisat, Digitalisat)
- C. K.: Literatur der Schriften, in welchen die Erbansprüche Preußens auf Schleswig-Holstein behandelt werden. Verlag von A. Bath, Berlin 1865 (Digitalisat), aus Zeitschrift für Preußische Geschichte und Landeskunde
- Carl Kletke: Literatur über das Finanzwesen des Deutschen Reichs und der deutschen Bundesstaaten. Abt. 2: Literatur über das Finanzwesen des Preußischen Staats. 2. Auflage, Decker [in Kommission], Berlin 1867 (= Beiheft des Königlich Preußischen Staats-Anzeigers, November 1867); 3. Auflage, Heymann, Berlin 1876 (Digitalisat)
- Karl Kletke: Regesta historiae neomarchicae. Die Urkunden zur Geschichte der Neumark und des Landes Sternberg in Auszügen mitgetheilt. 3 Bände, Ernst & Korn, Berlin
  - Band 1, 1867 (Digitalisat, = Märkische Forschungen, Band 10)
  - Band 2, 1868 (Digitalisat, = Märkische Forschungen, Band 12)
  - Band 3: Markgraf Johann (Hans) von Cüstrin 1513–1571. 1876 (= Märkische Forschungen, Band 13)
- K. Kletke: Literatur zur Geschichte Sr. weiland Maj. des Königs Friedrich Wilhelm III. von Preussen. Berlin 1871
- [Carl Kletke:] Allgemeine Bücherkunde des Brandenburgisch-Preußischen Staates. Decker, Berlin 1871 (Digitalisat)
- Carl Kletke: Quellen und Literatur zur Geschichte des Geschlechts von Bismarck. In: Vierteljahrsschrift für Heraldik, Sphragistik und Genealogie (1880), S. 35–74 (Digitalisat)